# Universo DC
O Universo DC é um ambiente fictício onde ocorrem a maioria das histórias publicadas pela DC Comics. Superman, Batman, Lanterna Verde, Arqueiro Verde, Flash, Mulher Maravilha, Supergirl e Aquaman são os super-heróis mais conhecidos deste universo.
O conceito de dividir um universo nas histórias em quadrinhos envolve escritores, artistas e editores, que reunidos criam uma série de títulos onde os eventos em uma revista terão repercussões em outra e histórias seriadas que mostram os personagens se desenvolvendo e mudando. Os personagens principais aparecem como convidados em outras revistas. A ideia foi desenvolvida principalmente pela Marvel Comics no começo dos anos 1960, mas foi iniciada pela DC Comics.
Os principais heróis do Universo DC surgiram nos anos 1940. A maioria das histórias situadas neste ambiente têm lugar em cidades fictícias, como Gotham City e Metrópolis, a primeira incorporando os aspectos negativos da vida em uma cidade grande e a segunda refletindo os aspectos positivos. A presença dos super-heróis afetou as cidades, mas suas histórias fictícias em geral são similares à história dos Estados Unidos.

## História

### Era de ouro
O fato de os personagens da DC Comics coexistirem no mesmo mundo foi estabelecido pela primeira vez em All Star Comics # 3 (1940), onde vários super-heróis (que estrelaram histórias separadas na série até aquele momento) se conheceram em um grupo apelidado de Sociedade da Justiça da America. A Terra-Dois foi o mundo primário desta era de publicação, conforme estabelecido em "Flash of Two Worlds" e "Crise na Terra-Dois!".
Na Era de Prata, a Sociedade da Justiça foi reinventada como a Liga da Justiça da América, que foi fundada com a National League e a American League da Major League Baseball como inspiração para o nome. A história em quadrinhos que introduziu a Liga da Justiça foi intitulada The Brave and the Bold. No entanto, a maioria das publicações do National/DC continuou a ser escrita com pouca preocupação em manter a continuidade entre si nas primeiras décadas.

### Era de Prata
Nas décadas de 1950 e 1960, a DC introduziu diferentes versões de seus personagens, às vezes apresentando-os como se a versão anterior nunca tivesse existido, incluindo: Flash (Barry Allen), Lanterna Verde (Hal Jordan) e Gavião Negro (Katar Hol). Essas novas versões dos personagens tinham poderes semelhantes, mas nomes e histórias pessoais diferentes. Da mesma forma, eles tinham personagens como Batman, cujas primeiras aventuras ambientadas na década de 1940 não podiam ser facilmente conciliadas com histórias de um homem ainda jovem na década de 1960. Para explicar isso, eles introduziram a ideia do Multiverso em Flash # 123 (1961), onde o Flash da Era de Prata conheceu sua contraparte da Era de Ouro. Além de permitir que as histórias conflitantes "coexistam", permitiu que as diferentes versões dos personagens se encontrassem e até se unissem para combater ameaças entre universos. Os escritores deram designações como "Terra-Um", "Terra-Dois" e assim por diante, para certos universos, designações que às vezes também eram usadas pelos próprios personagens. A Terra-Um foi o mundo primário desta era de publicação, conforme estabelecido em "Flash of Two Worlds" e "Crisis on Earth-One!".

### Crise nas Infinitas Terras
Com o passar dos anos, à medida que o número de títulos publicados aumentava e o volume de histórias passadas se acumulava, tornava-se cada vez mais difícil manter a consistência interna. Diante da queda nas vendas, manter o status quo de seus personagens mais populares tornou-se atraente. Embora os retcons fossem usados como uma forma de explicar aparentes inconsistências nas histórias escritas, os editores da DC passaram a considerar a continuidade variada de múltiplas Terras muito difícil de acompanhar e temiam que fosse um obstáculo à acessibilidade para novos leitores. Para resolver isso, eles publicaram a minissérie cross-universe Crise nas Infinitas Terras em 1985, que fundiu universos e personagens, reduzindo o Multiverso a um único universo sem nome com uma única história.
No entanto, nem todos as HQs/BDs foram reiniciados após a crise. Por exemplo, a HQ/BD da Legião dos Super-Heróis agiu como se a história Pré-Crise da Terra-1 ainda fosse seu passado, um ponto levado para casa na minissérie Cosmic Boy. Ele também removeu o mecanismo que a DC estava usando para lidar com falhas de continuidade ou histórias que um escritor posterior queria ignorar (que é como as Terras B e E surgiram), resultando em uma explicação complicada para personagens como Gavião Negro.
A série limitada Zero Hour (1994) deu a eles a oportunidade de revisar os cronogramas e reescrever a história do Universo DC. No entanto, isso falhou logo de cara, pois os escritores fizeram Waverider afirmar que todas as histórias alternativas foram apagadas e ainda assim ter a saga Armageddon 2001 na linha do tempo, que exigia várias linhas do tempo para funcionar.
Como resultado, quase uma vez por década desde a década de 1980, o Universo DC experimenta uma grande crise que permite qualquer número de mudanças de novas versões de personagens para aparecer como uma reinicialização completa do universo, reiniciando nominalmente todos os personagens em um novo e modernizado versão de suas vidas.
Enquanto isso, a DC publicou histórias ocasionais chamadas Elseworlds, que frequentemente apresentavam versões alternativas de seus personagens. Um contou a história de Bruce Wayne como Lanterna Verde. Em outro conto, Superman: Speeding Bullets, o foguete que trouxe o bebê Superman para a Terra foi descoberto pela família Wayne de Gotham City, em vez dos Kents.
Em 1999, The Kingdom reintroduziu uma variante do antigo conceito de multiverso chamado Hypertempo, que essencialmente permite versões alternativas de personagens e mundos novamente. Todo o processo foi possivelmente inspirado na HQ/BD metalinguística de Alan Moore, Supreme: Story of the Year (1997).
O crossover Convergence (2015) recontou oficialmente os eventos de Crise depois que os heróis dessa série voltaram no tempo para evitar o colapso do Multiverso.[10] No entanto, Brainiac afirma "Cada mundo evoluiu, mas todos ainda existem". Foi confirmado que todos os mundos e linhas do tempo anteriores agora existem, e que existem até múltiplos Multiversos agora existentes, como o Multiverso infinito Pré-Crise, a Terra desmoronada e o Multiverso Pré-Novos 52.

### Crise infinita
O evento Crise Infinita (2005–2006) refez o Universo DC mais uma vez, com novas mudanças. A série limitada 52 (2006–2007) estabeleceu que um novo multiverso agora existia, com a Terra-0 como a Terra primária.

### Os Novos 52
A reinicialização de 2011 do Universo DC coincidiu com o evento de publicação da DC Os Novos 52, durante o qual a editora cancelou seus títulos em andamento e relançou 52 novos títulos, incluindo vários novas HQs/BDs, definidos em uma continuidade revisada. Isso segue a conclusão do enredo do crossover Flashpoint, que forneceu um ponto de partida para a continuidade existente. Uma série de mudanças no universo destinam-se a tornar os personagens mais modernos e acessíveis, embora o escopo das mudanças varie de personagem para personagem. Alguns, como Batman, têm suas histórias praticamente intactas, embora comprimidas, enquanto outros receberam histórias e aparências totalmente diferentes. A DC parou de colocar o logotipo The New 52 em suas publicações no verão de 2015, coincidindo com o evento crossover de aniversário da Convergência que comemorou a história do Multiverso DC e suas várias encarnações.

### Renascimento
Em fevereiro de 2016, a DC anunciou sua iniciativa Renascimento, um relançamento em toda a linha de seus títulos, começando em junho de 2016. Começando com um one-shot de 80 páginas lançado em 25 de maio de 2016, Renascimento também vê Action Comics e Detective Comics retornarem à sua numeração anterior (# 957 e # 934, respectivamente), várias HQs/BDs mudando para uma programação de lançamento duas vezes por mês, vários títulos existentes sendo relançados com novos # 1s e o lançamento de vários novos títulos. A DC usou as minisséries Lanterna Verde: Renascimento e Flash: Renascimento como exemplos de base para a iniciativa, que foi descrita como um renascimento do Universo DC. A iniciativa Renascimento irá reintroduzir conceitos da continuidade pré-Flashpoint, como legado, que foram perdidos com Os Novos 52 e construir "em tudo o que foi publicado desde Action Comics #1 até The New 52".

## Heróis DC
Esta é uma lista com os Heróis DC mais conhecidos e suas identidades. Os personagens aparecem com seus nomes completos, sendo que seus nomes vocatórios, hipocorísticos, alcunhas, epítetos e quando necessário seus títulos (monárquico, acadêmicos, etc) aparecem em negrito):

### Protagonistas de revistas em circulação regular da DC Comics (2023)
Caso um personagem não apareça na lista abaixo é porque ou não é um protagonista ou teve a sua revista cancelada. A lista não leva em consideração protagonistas de séries limitadas, ou seja minisséries e maxisséries com histórias fechadas.
- Arqueiro Verde/Oliver Jonas Queen[7]
- Asa Noturna/Richard John Grayson (Dick Grayson, Dick é hipocorístico de Richard)[8]
- Aves de Rapina[9]
  - Canário Negro/Dinah Laurel Lance
  - Órfã/Cassandra Wu-San Cain Cain
  - Grande Barda/Barda Free
  - Zelote/Lady Zannah
  - Arlequina/Harleen Frances Quinzel (anteriormente vilã)
- Batman/Bruce Alan Wayne[10][11][12][13][14]
- Besouro Azul/Jaime Reyes[15]
- Flash/Wallace Rudolph West(Wally West, Wally é hipocorístico de Wallace)[16]
- Jovens Titãs[17]
  - Asa Noturna/Dick Grayson (ex-Robin)
  - Ravena/Rachel Roth
  - Ciborgue/Victor Stone
  - Estelar/Koriand'r
  - Mutano/Garfield Mark Logan
  - Troia/Donna Troy (ex-Moça Maravilha)
- Lanterna Verde/Harold Jordan (Hal Jordan, Hal é hipocorístico de Harold)[18]
- Lanterna Verde/John Stewart[19]
- Mulher-Gato/Selina Kyle[20]
- Mulher Maravilha/Diana Prince/Princesa Diana de Themyscira[21]
- Poderosa/Karen Star/Kara Zor-El[22]
- Shazam/William Joseph Batson (Billy Batson, Billy é hipocorístico de William)[23]
- Super Filhos
  - Superboy/Jonathan Samuel Kent (filho biológico de Clark Kent e Lois Lane)[24]
  - Robin/Damian Wayne (filho biológico de Bruce Wayne e Talia al Ghul, Robin atual)
- Superman/Clark Joseph Kent/Kal-El[25]

## Super-grupos
- Liga da Justiça
- Titãs
- Sociedade da Justiça
- Patrulha do Destino
- Esquadrão Suicida
- Watchmen (antes conhecidos como Crimebusters)
- Família Marvel
- Bat-Família
- Corporação Batman
- Aves de Rapina
- Sereias de Gotham
- Wildcats
- Tropa dos Lanternas Verdes
- Tropas dos Lanternas Azuis
- Tropas dos Lanternas Brancos
- Tribo Indígo
- Novos Deuses

## Locais

### Organizações
- Universidade Hudson[26] é onde Dick Grayson (Robin original e atual Asa Noturna) estudou por alguns anos.
- LexCorp - empresa fundada por Lex Luthor[27][28]
- Satélite da Liga da Justiça chamada Torre de Vigilância. São duas locações usadas como base de operações pela Liga da Justiça.
- A segunda base usada pela Liga é a Sala da Justiça muito lembrada pela série de desenho animado Super Amigos.
- Wayne Enterprises - A maior empresa de Gotham City, localizada no centro da cidade, a empresa foi fundada pela família Wayne e atualmente é propriedade de Bruce Wayne e tem como CEO um dos maiores aliados de Wayne, Lucius Fox.
- GothCorp - Empresa também localizada em Gotham, tem como CEO e fundador o Dr.Ferris Boyle, a empresa foi responsável pela criação do vilão Senhor Frio.
- Kord Industries - Criada por Ted Kord, o segundo Besouro Azul, a empresa é especialista em criação de segurança privada e armamento militar.
- STAR Labs - Tendo sua sede em Central City, é o maior nome em laboratórios dos Estados Unidos, foi responsável pela criação de vários personagens como o Cyborg e o próprio Flash.

### Cidades
O universo DC tem uma vasta quantidade de cidades fictícias. Aqui está uma lista atualizada; todas as cidades são dos Estados Unidos, exceto quando indicado.
Argo City (Espaço sideral)
Armagetto (Apokolips Cidade de Darkseid, inimigo do Superman.
Blüdhaven: Cidade de asa noturna
Blue Valley: Cidade de The Flash (Wally West)
Calvin City: Cidade de Átomo (Al Pratt)
Central City: Cidade de The Flash (Barry Allen)
Coast City Cidade de Lanterna Verde Hal Jordan
Don Rios: Cidade de El Diablo (Rafael Sandoval)
El Paso: Cidade de Besouro azul (Jaime Reyes)
Fawcett City Cidade de Shazam
Gateway City: Cidade do espectro e da mulher maravilha
Gotham City Cidade de Batman e Lanterna Verde Alan Scott
Hub City: Cidade de Questão 
Ivy Town: Cidade de Átomo (Ray Palmer)
Jump City: Cidade onde atua os Jovens titãs
Kandor (Krypton) Cidade engarrafada; miniaturizada por Brainiac
Key Mordaz: Cidade onde atua a Patrulha do Destino
Keystone City
Cidade do Flash original Jay Garrick)
Kryptonopolis (Krypton)
Metropolis Cidade de Superman
Midway City: Cidade do Gavião negro e da Mulher gavião
Opal City Onde viveu o Starman (Ted Knight), bem como seu filho Jack Knight, o Starman VII e que teve como xerife Brian Savage (Escalpador).
Star City: Cidade de Arqueiro verde
Smallville, Kansas Lugar onde Clark Kent cresceu.

### Países
Assim como cidades fictícias, também há países fictícios.
Atlantis país submerso de Aquaman.

Badhnisia país onde cresceu Johnny Trovoada

Bialya país uma vez governado por Human Harjavit e destronado pela abelha rainha

Cidade Gorila cidade situada no Congo, habitada por gorilas inteligentes. Um projetor mantém a cidade invisível. Descoberta por Barry Allen.

Corto Maltese: país citado na série de tv Arrow

Feithera Nação composta por híbridos homens-pássaro. Descoberta pelo Gavião negro (Carter Hal) aqui nasceu Bóreas da corporação infinito

Ilha Diablo onde Bruce Gordon se tornou eclipso

Kasnia país uma vez governado pela princesa Audrey e destronada pelo Vandal Savage

Markovia país onde foi formado os renegados

Modora micro-país europeu governado pelo vilão sonar

Themyscira (Ilha-Paraíso)

Voltava país governado pelo vilão Conde Vertigo

Zandia Ilha governada pelo vilão Irmão-sangue

### Planetas
No Universo DC há vários planetas habitados.
AzarathA terra natal de Ravena, membra dos Jovens Titãs, sendo que foi destruída pelo seu pai Trigon.
CzarniaPlaneta natal de Lobo
Marteplaneta do Caçador de Marte
OaEstá localizado no centro do Universo DC.
Tamaran
É um planeta fictício na DC Comics, sendo o oitavo planeta do sistema solar de Vega e um belíssimo lugar com paisagens tropicais e uma grande variedade de flora e fauna. Possuindo também o céu azul/alaranjado com nuvens amarelas e habitado por Tamaraneanos, uma raça extraterrestre de olhos verdes e pele dourada. Tamaran é conhecido sobretudo por ser o planeta natal da princesa Koriand'r, mais conhecida como Estelar, da famosa série Teen Titans.
Nova Terra
"Nova Terra" é o planeta natal parecido com a Terra dos personagens principais do universo DC - aquele com Smallville, onde Superman cresce, e Gotham, onde Bruce Wayne vinga seus pais, tornando-se o Batman. Esta Nova Terra faz parte de um Universo DC maior e Multiverso DC.
Originalmente criado a partir da Primeira Crise, foi supostamente apagado da existência por causa do efeito Flashpoint-Convergencia, sendo substituído por "Terra Primária". No final do enredo Superman Reborn, as linhas do tempo da Nova Terra e da Terra Primária foram realinhadas em uma única realidade.
Sistema Rao
É um conjunto de cinco planetas conhecidos localizado há 50 anos-luz da Terra, em volta do grande sol vermelho que é sete vezes maior que o sol da Terra. Em dois planetas do sistema Rao havia vida, era Krypton e Thalon, ambos destruídos.
RaoUma estrela gigante vermelha da sétima grandeza que abrigava cinco planetas, atualmente se tornou uma estrela sombria em meios de destroços dos planetas do sistema, próximo a uma enorme poeira radioativa esverdeada de kryptonita.
Rao I (Boron)
Rao II (Phalon)
Rao III (Thalon)
Rao IV (Krypton)
Rao V (Haron)
Nova Gênese
Planeta fictício onde vivem parte dos personagens do Quarto Mundo, criado por Jack Kirby.
A capital do planeta é uma cidade flutuante e reluzente, conhecida como Supercidade. Uma espécie de utopia nas nuvens onde vivem a parte boa dos imortais conhecidos como Novos Deuses que são guiados e lideradas pelo Pai Celestial, o único deles com o poder e sabedoria necessários para se comunicar diretamente com a poderosa consciência mística conhecida como A Fonte.
Apokolips
Planeta Natal do Darkseid e dos novos deuses do mal o lugar é completamente o oposto de nova gênese

### Dimensões
O Universo DC é composto por vários planos dimensionais diferentes, principalmente Terras paralelas (Multiverso), mas as últimas foram eliminadas quando a realidade foi alterada pelo Anti-Monitor (embora histórias com Terras paralelas continuem a surgir com várias racionalizações nos anos seguintes). Outros tipos de dimensões ainda existem, no entanto, incluindo o Universo de Antimatéria de Qward, a dimensão Pax, a Quinta Dimensão e o Sangramento. As dimensões da prisão, como a Zona Fantasma, destinam-se a abrigar criminosos superpoderosos que são poderosos demais para qualquer meio convencional de contenção. As dimensões compõem muitos universos, alguns dos quais são criados e destruídos com a ajuda de forças sobrenaturais e elementos dos quais o poder é extraído. Além disso, certas dimensões funcionam como oportunidades de cruzamento para heróis de diferentes empresas de quadrinhos interagirem, seja de empresas concorrentes, seja de empresas absorvidas por concorrentes. O exemplo mais notável do primeiro tipo de crossover foi entre a DC Comics e a Marvel Comics, e o último com a Wildstorm Comics. Um exemplo do último tipo de crossover seria a aquisição da Fawcett Comics, Quality Comics e Charlton Comics pela DC e a absorção na continuidade da DC do Capitão Marvel, Homem-Borracha e Capitão Átomo originais. Desta forma, heróis originalmente publicados por diferentes empresas agora fazem parte do mesmo universo ficcional, e as interações entre tais personagens não são mais consideradas cruzamentos entre empresas.
Além disso, o Universo Marvel também existe no Universo DC como um dos muitos universos alternativos. O inverso também pode ser dito com relação ao Universo Marvel. Este é um método de explicar as várias histórias cruzadas co-publicadas pelas duas empresas.
Viajar de um universo para o outro é algo extremamente difícil. The Flash consegue passar de uma dimensão para o outra e transportar outros. Algumas dimensões são perigosas ao mero contato: O universo de Qward, é de antimatéria, e quando antimatéria entra em contato com matéria resulta numa explosão.

#### Céu e inferno
O Céu e o Inferno existem no Universo DC, mas podem não existir no mesmo continuum. As versões variam das séries Vertigo e DC Universe, com escritores da Vertigo descrevendo-os em relação à religião e mitologia, enquanto os escritores do DCU tendem a narrar fantasia.

#### Força de Velocidade
A Força de Aceleração é uma fonte de energia extradimensional que fornece poderes aos velocistas do Universo DC. Acessar a Speed Force torna possível correr em velocidades incríveis, ainda mais rápido que a luz, e até mesmo entrar e sair do fluxo do tempo, viajando - embora com um grau limitado de controle - no tempo. A Força de Aceleração também atua como uma espécie de Valhalla para velocistas falecidos. The Flash: Renascimento revela que Barry Allen é um gerador vivo da Força de Aceleração desde o acidente que o transformou no Flash.

## A linha do tempo
É possível viajar no tempo neste universo de várias maneiras, inclusive movendo-se mais rápido que a velocidade da luz. A Legião de Super-Heróis de 1.000 anos no futuro, em particular, tem acesso à tecnologia de viagem no tempo, enquanto Rip Hunter é a autoridade atual da tecnologia. Originalmente, era impossível mudar o passado, ou existir em dois lugares ao mesmo tempo (um viajante do tempo que aparecesse em uma era onde eles já existiam se tornaria um fantasma invisível e ineficaz enquanto estivesse lá). No entanto, tudo mudou depois que o Anti-Monitor tentou mudar a história no início dos tempos durante a Crise nas Infinitas Terras. Além disso, existem agora várias realidades alternativas conhecidas como Hipertempo. Um grupo que se autodenomina Homens Lineares foi formado para impedir que alguém mudasse a história. Além disso, um ser extremamente poderoso chamado Time Trapper, um inimigo da Legião, é conhecido por manipular o fluxo do tempo, criando até mesmo "universos de bolso".
Como o relançamento d'Os Novos 52 não constituiu uma reinicialização completa, vários personagens continuaram com suas histórias com pequenas mudanças. No entanto, houve algumas mudanças notáveis

### Antes do Big Bang
- A entidade Hal Jordan/Parallax vai para o passado e é derrotado antes do tempo começar.
- Imperiex destrói o universo precedente. É enviado para o passado novamente com Brainiac 13, que ajuda recriar o Big Bang.

### Big Bang
- Anti-Monitor aparece no alvorecer da criação e tenta destruir o Universo. É detido pelos super heróis e O Espectro.
- O Universo atual é criado por uma mão misteriosa (Presença, Deus no Universo DC), com um caldo de estrelas na palma da mão. Surge Espectro.
- Os Perpétuos aparecem na existência. Aparecem em ordem: Destino, Morte, Sandman (Sonho), Destruição, Desejo, Desespero e Deleite (que posteriormente se transforma em Delírio).

### Há milhares de milhões de anos
- Krona, um Maltusiano, queria descobrir os segredos da própria criação do Universo. Construindo uma máquina para isso, ele observou por seu portal uma palma gigantesca com um caldo de estrelas na mão, quando a máquina explodiu. Esta tolice custou caro a toda a existência. Devido a esse ato, fora criado o Universo de Antimatéria. A mera existência disso liberou uma onda de mal que corrompeu milhares de mundos. Sentindo-se culpados pela catástrofe, os Maltusianos procuraram meios de acabar com este mal. Uma parte dos Maltusianos afirmava que o mal devia ser destruído, e se retiraram para outra dimensão, e tornaram-se os Controladores. A parte restante dos Maltusianos foram os Guardiões do Universo, que migraram então para o planeta Oa. A princípio, para ajudar a proteger o universo, eles engendraram uma raça chamada Psíons. Estes se rebelaram. A seguir, os Guardiões criaram os androides Caçadores Cósmicos, que tiveram um destino parecido. Para impedir que a ordem se perdesse e que o universo entrasse em puro caos, os Guardiões do Universo dividiram todo o universo em 3600 setores, e para cada um deles, foi criado um anel que permitia fazer praticamente qualquer coisa que o usuário desejasse. Cada anel seria entregue aos seres mais honestos, mais destemidos e de maior força de vontade (a qual ativava os poderes do anel). Esses seres passaram a ser conhecidos como a Tropa dos Lanternas Verdes.
- O Mundo dos deuses é destruído em uma guerra pela maior arma viva dos deuses antigos, Mageddon. Os deuses são mortos, e uma "Godwave" desencadeia-se no universo. Isto cria forças no universo (tal como a Força de Aceleração e o Metagene) que permitirá que determinados superpoderes surjam. Permite também o nascimento aos deuses novos. Mageddon é aprisionado em um dissipador da gravidade na curva exterior do espaço-tempo. O restantes dos antigos deuses fundam os planetas de Apokolips e Nova Genesis. Quando ocorreu a destruição do planeta que existia e deu origem a Apokolips e Nova Genese, o poder dos habitantes desse planeta se espalhou pelo universo. Os habitantes desse planeta eram deuses, por isso que os habitantes de Nova Gênese e Apokolips, planetas gerados a partir dos destroços do antigo, são chamados de novos deuses.[36]

- Quando esse poder se espalhou pelo universo, ele foi cair em determinados locais de certos mundos. Na Terra, pessoas banhadas com esse poder viraram os titãs mitológicos e mais tarde a sua prole foram os deuses gregoss. Também caíram parcelas do poder gerando os deuses nórdicos, os que deram poder a Capitão Marvel, os deuses romanos e outros panteões. Em vários planetas ocorreram surgimentos de deuses por conta desse poder.

### Há 250 milhões de anos
- Período Permiano na Terra.
- Um cientista chamado Bertron cria a criatura Apocalipse num planeta-colônia chamado Krypton, por meio de clonagem evolutiva.

### Há 100 milhões de anos
- Período Jurássico na Terra.
- Começa a vida em Krypton.

### Pré-história
- Período Quartenário na Terra. Época do Pleistoceno

Um homem do povo Cro-Magnon (Homo sapiens) chamado Vandar Adg, líder da Tribo do Sangue, foi banhado na radiação de um meteorito misterioso, que lhe deu um intelecto e imortalidade inacreditáveis, sendo conhecido nos dias de hoje como Vandal Savage, no futuro um grande adversário da Liga da Justiça. Um observador da Tribo do Urso mais tarde se aproxima do mesmo meteorito e obtém imortalidade, Homem Ressurreição, ganhando a habilidade de ressuscitar com novos poderes cada vez que é morto.

### Idade Antiga
2.600 a.C.no antigo Egito, Thet-Adam tornou-se o Poderoso Adam, o primeiro campeão do Mago SHAZAM, que serviu ao príncipe Quéops (Quéops sendo a encarnação original do Gavião Negro). Depois, Thet-Adam enlouqueceu e queria abusar de seu poder. Como punição o mago Shazam pôs sua essência de poder num escaravelho feito de joias. Isto fez com que Adam retomasse sua idade real de centenas de anos, o que o matou instantaneamente. No tempo presente, reencarnou como Theo Adam, o Adão Negro.
Ainda no antigo Egito, o faraó Quéfren usando magia e tecnologia cria um escaravelho com poderes; Este escaravelho será descoberto na era atual por Dan Garret, o Besouro Azul original.
Se diversas lendas antigas forem reais, heróis mitológicos de diferentes civilizações, como o grego Hércules por exemplo, poderiam ter sido os primeiros super seres a terem surgido no planeta Terra e atuado como heróis milênios antes do surgimento dos heróis modernos.
Para proteger as amazonas da perseguição, os deuses gregos transportam-nas a Ilha de Themyscira, onde não envelhecem.

### Império Romano
Júlio César era na verdade Vandal Savage.

### Idade Média
Século XVUm homem que viria a ser conhecido como Ra's al Ghul nasce em uma tribo de nômades em um lugar deserto na Arábia, perto de uma cidade cujos antepassados dos habitantes viajaram para a Península Arábica vindos da China. Ra's se interessava em ciência desde cedo. Incapaz de aprender qualquer ciência viva como um nômade, ele abandona sua tribo para viver na cidade, onde se pode realizar a sua investigação científica. Ele se torna um médico e se casa com uma mulher chamada Sora, o amor de sua vida. Ele finalmente descobre uma solução que ocorre naturalmente conhecido como Poço de Lázaro, que ele usa para curar um príncipe moribundo. No entanto, o príncipe é levado à loucura e mata Sora, enquanto o sultão culpa Ra's pelo assassinato e enterra-o vivo. Libertado pelo filho de um ex-paciente, Ra's e sua tribo se reúnem e massacram a cidade, matando o sultão e seu filho. Ra's então muda o seu nome e forma a organização conhecida como a Liga dos Assassinos, com a intenção de manter o equilíbrio entre o homem e a natureza. Ra's al Ghul no futuro sera um formidável adversário do Batman

### Idade Moderna
Século XVINasce Lobo no planeta Czarnia. Lobo é um dos inimigos na galeria de vilões do Superman.
Século XVIIDarkseid encontra-se com os marcianos verdes e aprende de sua crença de que a vontade é uma "equação de vida". Darkseid teoriza que uma Equação Anti-Vida deve existir como bem e faz esforços para encontra-la. Em um esforço para ganhar tempo, ele negocia com Pai Celestial Izaya para acabar com a guerra entre Apokolips e Nova Gênese. Para selar o acordo, os governantes dos dois mundos trocam seus filhos: Izaya dá seu filho para Darkseid, enquanto Darkseid dá seu filho Orion para Izaya. O filho de Izaya, chamado Scott Free, rejeita os ensinamentos de Darkseid e Vovó Bondade, enquanto Orion leva os ensinamentos de Nova Gênese e se torna para sempre oposto a seu pai.
Século XIXEm 1826 é fundado o Planeta Diário.
Heróis do Velho Oeste: Jonah Hex, Bat Lash, El Diablo, Escalpador e muitos outros
Sherlock Holmes resolve os seus mais complicados mistérios e luta e vence o seu arqui-inimigo Professor James Moryart
É formada a A Liga Extraordinária em 1898, cujos integrantes são recrutados por Campion Bond e Mina Murray e incluíam o aventureiro Allan Quartermain, o Capitão Nemo, o médico Henry Jekyll e seu alter-ego, o monstro Edward Hyde, além de Hawley Griffin, O Homem Invisível. Foram reunidos pela primeira vez para parar uma guerra de gangues entre Fu Manchu e o Professor Moriarty, arqui-inimigo de Sherlock Holmes.
Os membros da Liga Extraordinária participam dos eventos de A Guerra dos Mundos, (livro de H. G. Wells).

### Primeira guerra
1916: Sandman (Morfeus) é aprisionado por um ocultista.

### Era de Ouro
Surgem os primeiros super-heróis
31 de outubro de 1938Surge o Vingador Escarlate (37 anos), primeiro super herói mascarado. (Nota: Na cronologia Pré-Crise), o Superman da Terra 2 marcou o início da Era de Ouro).

#### Segunda Guerra Mundial
1939Em uma realidade alternativa, é formado um grupo de heróis chamados de Minutemen que combatia tanto criminosos comuns quanto vilões.
1940A Sociedade da Justiça, primeiro grupo de super heróis, foi formada a pedido do Presidente Franklin Delano Roosevelt, que procurava ajudar os aliados na Europa sem envolver oficialmente o povo americano. Roosevelt havia prometido aos americanos envolver os EUA somente se houvesse ataque pelas forças do Eixo, como ocorreria em Pearl Harbor, um ano depois. O grupo, formado pelo Sr. Destino, o Lanterna Verde I, Flash I , o Homem-Hora, o Sandman Wesley Dodds, o Gavião Negro (Hawkman), O Átomo original e O Espectro frustraram os ataques de Hitler a Inglaterra, bem como um bombardeio a Casa Branca.
7 de dezembro de 1941EUA entram na Segunda Guerra Mundial. O grupo All-Star Squadron foi formado pelo Presidente Roosevelt originalmente para findar a Segunda Guerra na Europa. Durante o período, todo o front europeu ficou debaixo duma barreira mística. Personagens místicos ou suscetíveis a magia ficavam sob o domínio do Führer, e meta-humanos comuns tinham seus poderes temporariamente cancelados. Esta foi a explicação que o escritor Roy Thomas achou para explicar porque a Segunda Guerra, com pesos pesados como Espectro e Sr. Destino do lado dos aliados, durou 6 anos, e não 6 minutos. Esta barreira foi criada pelo ocultista Rei Dragão (Dragon King) a serviço de Hitler, utilizando uma máquina energizada pelo Santo Graal e a Lança do Destino.
Personagens soldados da DC entram na guerra: Sargento Rock e a Companhia Moleza, Os Perdedores, Tanque mal-assombrado, Creature Commandos e Soldado Desconhecido.
A rainha Hipólita se torna a primeira Mulher-Maravilha muito antes de Diana, lutando ao lado da Sociedade da Justiça.
1944Jor-El envia seu único Filho numa espaço-nave. Krypton explode.
1949Numa realidade alternativa, os Minutemen agiam já havia uma década quando uma uma série de eventos desastrosos, como o assassinato da heroína Silhouette, causaram seu fim.
1951Devido a pressões do governo para expor suas identidades publicamente, acaba a Sociedade de Justiça.
1958Mina Murray e Allan Quatermain, dois membros ainda vivos da Liga Extraordinária (fundada 60 anos antes, no final do século 19) haviam se tornado imortais décadas antes e são vistos em outra aventura em 1958, a qual acontece depois da queda do governo do Grande Irmão (do livro Mil Novecentos e Oitenta e Quatro.

### Era de Prata
1955Um cientista, Dr. Saul Erdel, teleporta acidentalmente J'onn J'onzz, o último marciano vivo, à terra. Ele age secretamente por anos através de identidades falsas, protegendo a humanidade.
1966Em uma realidade alternativa, os Crimebusters foram uma equipe de super heróis de pouca duração. Eles pretendiam ser sucessores dos Minutemen da década de 1940, mas todo o projeto implodiu rapidamente em sua primeira reunião na noite de 14 de abril de 1966.
1970Em uma realidade alternativa, o ex-membro dos Minutemen e dos Crimebusters, o Comediante, é convocado para comandar tropas americanas na Guerra do Vietnã. Foi acompanhado do Dr.Manhattan.
1977Em uma realidade alternativa, A Lei Keene é implantada em resposta à greve da polícia e a revolta da população contra os vigilantes que agiam acima da lei.
1985Em uma realidade alternativa, o Comediante é assassinado, isso leva ao seu antigo colega dos Crimebusters a ficar obcecado em descobrir o que teria causado a morte dele. Rorschach descobre uma conspiração: Ozymandias, um de seus antigos companheiros de combate ao crime, utilizou sua grande fortuna em um plano genocida para encerrar a Guerra Fria, utilizando um "monstro alienígena" que faria as superpotências declararem paz e se unissem em uma causa comum.
O único que poderia o deter era o Dr.Manhattan, que havia se isolado em Marte devido as acusações forjadas por Ozymandias de que ele causou câncer em pessoas próximas a ele. Sua namorada, Espectral, conseque convencer Dr.Manhattan a voltar para a Terra e confronta Ozymandias ao lado de seus antigos colegas dos Crimebusters em sua base na Antartida. Ozymandias é derrotado.
Ao ver que o plano de Ozymandias evitou a guerra, Manhattan percebe que expô-lo seria muito perigoso para a vida na Terra e concorda em permanecer em silêncio. Rorschach sai com a intenção de expor a verdade, fazendo com que Manhattan o vaporize. Dr. Mahnattan decide partir para outra galáxia.
Depois de deixar sua realidade, o Dr.Manhattan encontra uma realidade cheia de esperança na humanidade e ele viajou para lá para encontrar um lugar entre essas pessoas e começar uma nova vida. Mas, em algum momento, suas visões mostraram a ele uma corrida armamentista entre metahumanos que desencadeou uma "Terceira Guerra Mundial", que levariam Manhattan a um futuro confronto com o Superman e depois vendo "nada". Essa revelação levou Manhattan a modificar a linha do tempo principal do Universo DC para consertar as rachaduras causadas pelas várias Crises no Multiverso; sem saber que foi obra de Perpétua para se libertar da Parede da Fonte. No entanto, essas ações não obteriam o resultado esperado e levariam à criação d'Os Novos 52.
1987A nave espacial de Kal-El cai na Terra em Smallville. Jonathan e Martha Kent encontram-no. Adotam-no e nomeiam-no Clark Kent.
Nasce Bruce Wayne para Thomas Wayne e Martha Wayne.
1990Nasce os gêmeos Diana e Jason, filhos da Rainha Hipólita das Amazonas e do deus Zeus.
1996Um assassino (Joe Chill) mata Thomas Wayne e Martha Wayne. Bruce jura lutar contra o crime.
1997Diana é a única criança em Themyscira. Surge Donna Troy que é morta e renasce entre os homens.
2005Bruce Wayne começa seu treinamento pelo mundo.
Clark Kent começa a ajudar as pessoas em segredo.

### Era moderna dos heróis
Começou com o surgimento de Superman.
2011/Ano 0Clark Kent (24 anos) emerge como o Superman. Logo ele atrai a inimizade do bandido Empresário Lex Luthor
2012/Ano 1
JaneiroUm membro moribundo da Tropa dos Lanternas Verdes, Abin Sur de Ungara, escolhe o piloto Hal Jordan (24 anos) para sucedê-lo.
AbrilBruce Wayne (25 anos) começa sua carreira como o Batman na cidade de Gotham.
O cientista Barry Allen (24 anos) da polícia da cidade de Central City é abatido pelo relâmpago (realmente, uma manifestação da speed force ou " Força de Aceleração") e pelos produtos químicos, transformando-se no segundo The Flash. O acidente em que Barry se tornou o Flash teve uma testemunha, August Heart, que mais tarde se tornaria o vilão Godspeed.
Selina Kyle (19 anos) inspirada pelo Batman transformar-se na Mulher Gato.
DezembroTemyscira recebe a visita do piloto americano Steve Trevor, que fizera um pouso forçado depois de uma batalha aérea. Hipólita faz um torneio para ver quem levará o piloto de volta para o seu mundo. Diana (22 anos) vence o torneio. Quando se muda para o mundo dos homens, começa a trabalhar na força aérea americana e adota o nome civil de Diana Prince. Sua identidade como super-heroína passa a ser conhecida como Mulher Maravilha.
 Primeiros registros de um criminoso que se auto-intitula Joker (versão Portuguesa) ou Coringa (versão Brasileira).
2013/Ano 2Harvey Dent se torna o Duas-Caras
Dick Grayson (12 anos, de acordo com Renascimento) se torna o Robin
Wally West (10 anos) se torna o Kid Flash
Donna Troy retorna para a América. Inspirado por sua irmã, a Mulher Maravilha, ela se torna a Moça-Maravilha.
2014/Ano 3Surge a Liga da Justiça.
A Sociedade da Justiça emerge da aposentadoria.
Surgem os Jovens Titãs
Bárbara Gordon (15 anos) se torna a Batgirl.
2015/Ano 4Nasce Damian Wayne.
Guy Gardner (29 anos) se torna um Lanterna Verde. Logo ele é ferido e substituído por John Stewart (28 anos).
Superman e Jimmy Olsen encontram os Novos Deuses.
2017/Ano 6Kara Zor-L (18 anos) da Terra-2 se torna a Poderosa.
2018/Ano 7Wally West se forma no colegial.
Surgem os Novos Titãs.
Billy Batson (9 anos) se torna o Capitão Marvel.
Batman sai da Liga da Justiça e funda Os Renegados.
Hal Jordan se retira para o espaço. John Stewart se torna o único Lanterna Verde da Terra.
2019/Ano 8Dick Grayson é despedido do cargo de Robin aos 18 anos.
Jason Todd (14 anos) se torna o Robin II. Foi apresentado ao Batman pelo Joker.
Dick Grayson se torna o Asa Noturna.
Guy Gardner acorda do coma e volta a ser um Lanterna Verde.
Acontece a Crise nas Infinitas Terras, que resulta na morte do Flash.
Superman mata três criminosos do universo compacto.
O Joker paralisa Bárbara Gordon da cintura para baixo, em uma tentativa de enlouquecer o Comissário Gordon.Ela ficará paralítica por vários anos e só voltou à sua posição como vigilante de luta de rua depois de se recuperar de sua condição.
Jason Todd é morto pelo Joker.
2020/Ano 9Tim Drake (13 anos) se torna o Robin III.
Jason Todd retorna a vida.
Lex Luthor forja sua morte e retorna no corpo de um clone.
Guy Gardner se torna um Lanterna Amarelo.
2021/Ano 10Ocorre a morte do Superman.
Surgem Superboy, Aço, Superman Ciborgue e o Erradicador.
Coast City é destruída.
Retorno do Superman.
Parallax possui Hal Jordan.
Parallax destrói a Tropa dos Lanternas Verdes.
Kyle Rayner se torna o último Lanterna Verde.
Bane quebra a coluna de Batman.
Jean-Paul Valley se torna o Batman II.
Bruce Wayne se recupera e volta ser o Batman.

### Futuro
Superman se torna maior herói de todos
Hal Jordan volta a ser o Lanterna verde, e é considerado como o maior dos Lanternas
Barry Allen volta a ser o Flash
Futuro próximo
Tim Hunter se tornará o mais poderoso mago do Universo DC.
Terry McGinnis assume o manto de Batman, enquanto Bruce Wayne, já idoso, instrui Mcginnis por um comunicador na batcaverna, pois possui experiência em campo
Século XXVGladiador Dourado, Professor Zoom
Século XXXLegião dos Super-Heróis

### Fim dos Tempos
- Destino fecha seu livro e morre. Tim Hunter e Mister E encontram Morte, que fecha o universo depois de envia-los de volta a seu tempo.
- Superman e Tempus deixam Doomsday (Apocalipse) no fim dos tempos, onde a entropia o desintegra. Porém, Brainiac viaja para o fim dos tempos também e resgata Apocalipse, transferindo sua consciência para seu corpo.

## Envolvimentos com outras dimensões
- All-New Collectors' Edition #C-58 Superman vs. Shazam(1979), é a primeira batalha entre Superman e Captain Marvel na DC Comics. Publicada no Brasil sob o título Superman versus Shazam, pela EBAL. Lá ficou explícito que Capitão vivia em outra dimensão.
- Em DC Comics Presents 34, Rei Kull (DC Comics) trabalhou junto com Sr. Cérebro e Mr. Mxyzptlk, onde Mxyzptlk usou magia para aumentar a força e resistência de Kull a nível capaz de sobrepujar ambos Capitão Marvel e Superman.
- JUSTICE LEAGUE OF AMERICA #135-137 (Crisis in Eternity!). Rei Kull (DC Comics) atingiu a Pedra da Eternidade e usou um dispositivo para paralisar o Mago Shazam e todos os deuses do panteão de Shazam, com exceção de Mercúrio, que fugiu. Ademais, Kull convenceu diversos vilões, das dimensões da Terra 1, da Terra 2 e da Terra S (onde Kull residia) a dominar tais planos de existência para ele. Membros da Liga da Justiça e Sociedade da Justiça, bem como heróis da Fawcett Comics (Íbis, o invencível, Bulletman e Bulletgirl, Spy Smasher, Mister Scarlet and Pinky) intervieram contra o plano de Kull. Foi a primeira vez que uma história envolvendo 3 Terras Paralelas se deu, se você desconsiderar o encontro da Liga da Justiça e Sociedade da Justiça com o Sindicato do Crime. No clímax da história, Kull usa kryptonita vermelha para tornar Superman num super-assassino. Capitão Marvel consegue vencê-lo usando o raio mágico (primeira vez que Marvel usou o raio contra Superman, muitos anos antes de Reino do Amanhã).
- Quando o Lanterna Verde Alan Scott estava na Terra S, e seu anel descarregou, ele pediu a Capitão Marvel para irem na China, e lá ele descobriu que também havia uma contraparte do Coração Estelar, com o qual recarregou o anel.

## Descrição
O conceito básico do Universo DC é que ele é exatamente como o mundo real, mas com super-heróis e supervilões existentes nele. No entanto, existem outras diferenças corolárias resultantes das justificações implícitas nesse conceito principal. Muitos países fictícios existem neste universo. Embora as histórias sejam muitas vezes ambientadas nos Estados Unidos da América, muitas vezes são ambientadas em cidades fictícias, como Gotham City ou Metropolis. Essas cidades são efetivamente arquétipos de cidades, com Gotham City incorporando mais aspectos negativos da vida em uma cidade grande, e Metropolis refletindo mais aspectos positivos. Espécies alienígenas sencientes (como Kryptonianos e Thanagarianos) e até mesmo sociedades interestelares em funcionamento são geralmente conhecidas, e a chegada de espaçonaves alienígenas não é incomum. As tecnologias que são apenas teóricas no mundo real, como a inteligência artificial, ou totalmente impossíveis de acordo com a ciência moderna, como viagens mais rápidas que a luz, são funcionais e reproduzíveis, embora muitas vezes sejam retratadas como altamente experimentais e difíceis de alcançar. A magia demonstrável existe e pode ser aprendida. A história geral do mundo fictício é semelhante à real (por exemplo, houve um Império Romano, e a Segunda Guerra Mundial e o 11 de setembro ocorreram), mas existem muitas adições fantásticas, como a conhecida existência da Atlântida. Nos últimos anos, as histórias têm descrito cada vez mais eventos que afastam o Universo DC da realidade, como a ocorrência da Terceira Guerra Mundial, Lex Luthor sendo eleito presidente dos Estados Unidos em 2000 e cidades e países inteiros sendo destruídos. Existem outras variações menores, como a Terra ser um pouco maior que a nossa (para acomodar os países extras) e o planeta Saturno ter 18 luas em vez de 19 porque o Superman destruiu uma.

### Super-Heróis
Muitos dos super-humanos da Terra devem seus poderes ao "metagene", uma característica genética de origem desconhecida, que faz com que algumas pessoas desenvolvam superpoderes quando expostas a substâncias e forças perigosas. Outros devem seus poderes à magia, manipulação genética (ou mutação) ou biônica. Uma grande lacuna de poder reside entre a maioria dos super-heróis e civis. Outros ainda devem seus poderes a não serem humanos (veja raças, abaixo). Existem também super-heróis e supervilões que não possuem nenhum poder sobre-humano (por exemplo, Batman, Robin, Arqueiro Verde), mas rivalizam sua eficácia com equipamentos especializados ou treinamento "até o limite absoluto do potencial humano" em habilidades especiais, como artes marciais.
Os humanos começaram a usar identidades fantasiadas para lutar ou cometer crimes durante a década de 1930. Os primeiros super-heróis incluíam personagens como o Crimson Avenger e The Sandman. Em novembro de 1940, a primeira equipe de super-heróis, a Sociedade da Justiça da América, foi formada. Durante a Segunda Guerra Mundial, todos os heróis da América se uniram como o Esquadrão All-Star para proteger os Estados Unidos das potências do Eixo. No entanto, devido a um feitiço mágico lançado por Adolf Hitler (usando a Lança do Destino e o Santo Graal), os heróis mais poderosos foram incapazes de entrar nos territórios controlados pelo Eixo, deixando a parte ofensiva da guerra para ser travada principalmente por humanos normais, como como Sargento Rock enquanto os super-heróis participavam de atividades defensivas em territórios aliados. Após a guerra, sob pressão do paranóico Comitê de Atividades Antiamericanas, a JSA se desfez. Embora muitos tipos de super-heróis estivessem ativos depois, não foi até a estreia pública do Superman que uma nova geração de heróis fantasiados se tornou ativa. Logo depois, a Liga da Justiça da América foi formada, e eles permaneceram como a equipe de super-heróis mais proeminente da Terra; a maioria dos heróis da DC (como os Jovens Titãs) pertenceu à Liga em algum momento ou tem conexões com ela.
Como regra geral, ser um super-herói não requer poderes próximos da onipotência. Além disso, mesmo os principais heróis e entidades cósmicas têm vulnerabilidades distintas, como: as fraquezas do Super-Homem à magia, criptonita e luz solar vermelha; Os problemas iniciais do Lanterna Verde com a madeira ou a cor amarela (que já foram amplamente superados); ou a falta de poderes sobre-humanos de Batman, que ele complementa com intelecto aguçado, treinamento constante e tecnologia especializada.
Os super-heróis são geralmente aceitos ou até mesmo elogiados - Superman e o Flash realmente têm museus dedicados a eles - pelo público em geral, embora alguns indivíduos tenham decidido que "os meta-humanos" devem ser tratados de forma menos passiva. Em geral, a DC Comics abordou o tema no enredo de Watchmen.
O governo americano, no entanto, teve uma abordagem mais cautelosa. Durante a Segunda Guerra Mundial, eles iniciaram o "Projeto M" para criar soldados experimentais para lutar na guerra, como os Creature Commandos. A maioria desses experimentos permanece em segredo para o público. Atualmente, o governo lida com metahumanos e seres semelhantes por meio de seu Departamento de Operações Extranormais (DEO) e, mais recentemente, da A.R.G.U.S. O governo também formou a Força-Tarefa X (conhecida como "Esquadrão Suicida") para "operações negras". A maioria dos membros foram supervilões capturados (e, portanto, dispensáveis) e foram fortemente "encorajados" a se juntar (muitas vezes com ofertas de clemência se sobrevivessem a suas missões extremamente perigosas).

### Super-vilões
Eles geralmente são bem versados em assaltos, sequestros e roubos. Vilões com poderes mansos inventam esquemas de extraordinária complexidade, mas - por causa de seus talentos simples - eles só chamam a atenção de super-heróis impotentes como Batman, ou super-heróis menores como Booster Gold. Quando capturado, qualquer prisão suficiente para conter esses vilões é adequada. Vilões mais poderosos se esforçam para disputar objetivos maiores, como dominação mundial e/ou aclamação universal (do público e de seus pares vilões). Normalmente, inimigos mais poderosos são presos em instalações de nível máximo - como a Penitenciária Belle Reve (que também era secretamente o quartel-general da Força-Tarefa X) e até dimensões alternativas ou espaço sideral - porque eles não podem simplesmente ser mortos por uma bala, eletricidade ou veneno.
Os supervilões às vezes também formam seus próprios grupos, mas estes tendem a ter vida curta porque a maioria dos vilões simplesmente não confiam uns nos outros. A maioria dessas equipes é formada por uma mente criminosa carismática e/ou temível para fins específicos; um exemplo é a Sociedade Secreta dos Super Vilões, da qual houve várias versões. A maioria das equipes de vilões geralmente é pequena, formada por indivíduos que se conhecem pessoalmente, como os Rogues de Central City, ou têm algum outro motivo para trabalhar juntos (grupos mercenários como a C.O.L.M.E.I.A., cultos fanáticos como Kobra, etc.).

### Tecnologia avançada
Tecnologia mais avançada do que a que existe atualmente na vida real está disponível - mas geralmente é muito cara e geralmente apenas indivíduos e organizações ricos ou poderosos (ou os gênios científicos que os criam) têm acesso a eles. STAR. Labs é uma empresa de pesquisa independente que frequentemente desenvolve esses dispositivos, enquanto a Lexcorp é a principal empresa que os vende. O governo também administra o secreto Projeto Cadmus (localizado nas montanhas perto de Metropolis) para desenvolver clones e manipulação genética sem o conhecimento do público. A tecnologia também pode vir do espaço sideral ou de diferentes linhas do tempo. O armamento de Apokolips costuma ser vendido em Metrópolis para a organização criminosa conhecida como Intergangue.

### Raças Ocultas
Existem algumas raças inteligentes vivendo na Terra que o público em geral não conhecia até tempos recentes. Entre eles estão as Amazonas de Themyscira e os últimos sobreviventes de Atlântida, que se transformaram em formas que respiram na água, incluindo os Poseidonianos semelhantes a humanos e os Tritonianos semelhantes a sereias. Há também uma tribo de gorilas telepáticos altamente inteligentes vivendo em Gorilla City, uma cidade invisível escondida na África; esta é a casa do Gorila Grodd.

### Aliens
Existem muitas raças extraterrestres inteligentes também. Curiosamente, um grande número deles são humanóides, até mesmo semelhantes aos humanos, em forma (como os kryptonianos, que externamente parecem idênticos aos humanos nascidos na Terra); alguns podem até cruzar com terráqueos. Algumas dessas raças têm superpoderes naturais, mas geralmente são os mesmos para todos os indivíduos da mesma raça, ao contrário dos meta-humanos da Terra. No entanto, também existem muitas raças não humanóides.
O Universo DC teve muitos desastres naturais e cósmicos em suas civilizações alienígenas. Os marcianos foram destruídos pela guerra, os kryptonianos por um planeta moribundo que explodiu e os czarnianos por uma praga.
A ordem é mantida em toda a galáxia pelos Guardiões do Universo e seus agentes, a Tropa dos Lanternas Verdes.
A maioria dos alienígenas são de planetas diferentes, que têm uma fonte de origem próxima ao Sistema Solar e na Via Láctea, embora, ao contrário do Universo Marvel, colônias alienígenas sejam comuns dentro do Sistema Solar. Embora a maior parte do Universo DC seja policiada pela Tropa dos Lanternas Verdes, a maioria das raças desonestas se esforça para conquistar o universo conhecido.

### Entidades Cósmicas
A Presença é o Deus do Universo DC; ele criou toda a realidade. Ele também está entre os seres mais poderosos da Criação.
Existem vários seres menores no universo DC que possuem poderes divinos, por meio de manipulação de energia, habilidade mágica ou avanço tecnológico. A magia e o sobrenatural são frequentemente descritos como reais no Universo DC, embora alguns céticos, como o Senhor Incrível, afirmem que existem explicações científicas para todos esses eventos.
- Os Perpétuos: Manifestações físicas de fenômenos eternos e universais que afetam a condição humana (Destino, Morte, Sonho, Destruição, Desespero, Desejo e Delírio), principalmente recontados na série Sandman.
- Deuses: Os primeiros seres que se autodenominam 'deuses' apareceram pela primeira vez há bilhões de anos em outro planeta, mas eles se destruíram em uma guerra terrível. Isso desencadeou a "Godwave", uma onda de energia cósmica da Fonte. Isso deu origem a outros deuses em todo o universo, incluindo os da Terra. Dos restos do planeta formaram-se os mundos de Apokolips e New Genesis, habitados por seres que se autodenominam os "Novos Deuses". A Parede da Fonte é um arquétipo de Buda na borda da galáxia conhecida.
- Homo magi: uma espécie de humanidade com a habilidade natural de usar magia, essa raça quase desapareceu depois de muito cruzamento com humanos normais (é deles que as pessoas do Universo DC herdaram a habilidade de usar magia). Os últimos de sangue puro decidiram se retirar para uma cidade mágica invisível séculos atrás e agora são conhecidos como "os Ocultos". Zatanna conhece muitos dos segredos da raça.
- Magos e Feiticeiros: Vários feiticeiros espreitam no DCU. Dr. Destino, Circe, o mago Shazam, Mordru e Felix Fausto são escritos como personagens que usam feitiçaria para criar e destruir. Dimensões, rituais e reinos espirituais são fontes de poder mágico, como visto em no Poço de Lázaro de Ras al Ghul, o uso do plano astral pelo Doutor Oculto e as transformações do Capitão Marvel.
- Demônios: As entidades demoníacas variam de Etrigan,   Blaze, Satanus e Neron. As entidades demoníacas são abundantes e vêm do Inferno, embora algumas, como Eclipso, o demônio da vingança (também conhecido como o Príncipe das Trevas), residam na Lua. As entidades demoníacas dos quadrinhos da Mulher Maravilha estão diretamente ligadas à mitologia grega, como Hades e Ares. Nos quadrinhos da Vertigo, personagens como John Constantine se opõem a demônios influenciados pela mitologia cristã. A maioria dos demônios não está, no entanto, diretamente ligada à demonologia.
- Os Monitores eram seres cósmicos incrivelmente poderosos. Originalmente, um Monitor e um Anti-Monitor eram subprodutos do evento que criou o Multiverso. Como arquiinimigos, eles lutaram por bilhões de anos, antes de contar com a ajuda de guerreiros e causar a Crise, durante a qual ambos foram mortos. Depois que o Multiverso renasceu, as origens dos Monitores foram revisadas. Na continuidade Pós-Crise, os Monitores eram uma vasta civilização encarregada de proteger e guiar os vários mundos do Multiverso.